# Gasoducto Perito Francisco Pascasio Moreno
El Gasoducto Perito Francisco Pascasio Moreno (ex Gasoducto Presidente Néstor Kirchner) es una mega obra de ingeniería que transporta gas natural desde los yacimientos no convencionales en Vaca Muerta, Provincia del Neuquén hasta San Jerónimo Norte, Provincia de Santa Fe vía Salliqueló, en la Provincia de Buenos Aires.

## Historia
En 2018 se propuso el primer proyecto para desarrollar el gasoducto de Vaca Muerta que totalizaba 1040 km a construir en dos etapas. El 31 de julio de 2019, durante el gobierno de Mauricio Macri, se hizo el llamado a licitación del gasoducto.  El 30 de diciembre 2020, el gobierno de Alberto Fernández suspendió esa licitación.
En febrero de 2022, el gobierno autorizó a ENARSA a llamar a licitación para construir la primera fase del gasoducto entre Tratayen y Salliqueló. En junio de ese año, se comenzaron a solicitar ofertas para la fase 1 del gasoducto, esperando concluir la licitación en agosto de 2022. En julio de 2022, se adjudicó la construcción del primer y el segundo tramo del gasoducto a una Unión Transitoria de Empresas (UTE) conformada por Techint y Sacde. En cuanto al tercer tramo de la obra, que une las ciudades de La Pampa y Salliqueló, fue adjudicado a la constructora BTU. El 12 de mayo de 2023 se realizó la última soldadura de la primera fase del gasoducto. El 31 de mayo, luego de una reunión entre el presidente Alberto Fernández y su par brasileño Lula da Silva, se anunció que el BNDES financiará la exportación de tubos y láminas de acero que se utilizarán en la segunda fase de la construcción. Según declaraciones del presidente de ENARSA se esperaba su funcionamiento el 20 de junio de 2023.
Su primera etapa fue inaugurada el 9 de julio de 2023 por el entonces presidente Alberto Fernández y la entonces vicepresidenta Cristina Fernández de Kirchner  Se extiende por 573 km hasta la ciudad bonaerense de Salliqueló. La segunda etapa continúa hasta la ciudad de San Jerónimo Norte en la Provincia de Santa Fe con una distancia de 524 kilómetros.

### Crisis energética de mayo 2024
Si bien se inauguró el 9 de julio de 2023 y se anunció que estaría funcionando para el invierno a pleno rendimiento, para octubre de 2023 aún faltaban por construir 5 plantas compresoras y que se aprobaría la licitación para la adquisición de caños. Así con la llegada del invierno el gasoducto sólo funcionaba al 50% de su capacidad de transporte lo que provocó cortes en el suministro de gas en todo el país y la compra de gas licuado a Brasil, lo que generó una pérdida de 450 millones de dólares en las reservas del Estado. 

## Características
Principales características del gasoducto:
- Diámetro nominal: 36 pulgadas
- Espesor del caño: 12,7 mm
- Calidad: API 5L - X70
- Largo: 573 kilómetros